# دابلین (ویرجینیای غربی)
دابلین (به انگلیسی: Dobbin) یک منطقهٔ مسکونی در ایالات متحده آمریکا است که در شهرستان گرنت، ویرجینیای غربی واقع شده‌است.